# Fate's Turning
Fate's Turning er en amerikansk stumfilm fra 1911 af D. W. Griffith.

## Medvirkende
- Charles H. West - John Lawson
- Stephanie Longfellow
- Grace Henderson
- Dorothy Bernard - Mary
- Donald Crisp